# Macchia d'Isernia
Macchia d'Isernia è un comune italiano di 1 029 abitanti della provincia di Isernia in Molise.

## Storia
Il nome ricorda le origini del paese nel X secolo, anche se delle citazioni parlano di una Maccla Saracina esistente all'epoca dei Sanniti. Maccla riguarda l'area boschiva nei pressi di Isernia, mentre "Saracina" da "serra" significa la roccia sopra cui sorge il borgo medievale. Probabilmente all'epoca romana, siccome si trovava a pochi passi da Aesernia, doveva avere qualche casa colonica, e delle taverne di ristoro dei viandanti, come suggerisce il nome della località Taverne. Una testimonianza del bassorilievo di Calidio Erotico, oggi conservato a Parigi, parla di un oste del posto, che aveva fatto scolpire la lapide per offrire prestazioni amorose insieme all'alloggio per il ristoro.
Nel Medioevo, la prima citazione risale al 1269, quando il feudo fu dato da Carlo I d'Angiò al conte Amerigo de Sus. Nel 1343 Roberto d'Angiò assegnò Macchia ad Andrea da Isernia, figlio di Landolfo, ultimo della prole del grande feudatario. Successivamente il paese passò alla famiglia Sabran di Agnone. Dal 1464 al 1519 fu dei Pignatelli di Monteroduni, poi dei Frezza, nel XVII secolo dei De Maria. Alla morte del feudatario Giovanbattista, nel 1630 Macchia fu venduta a Cesare Garcia di Castel di Sangro per 24 000 ducati. Infine la sede patrizia del castello passò ai D'Alena, da cui il nome, che ebbero il feudo sino al 1806. Nel 1848 divenne comune autonomo, distaccandosi da Isernia, nel 1861 ebbe l'aggiunta della precisazione "Macchia di Isernia". Nel 1881 fu iscritta al collegio di Campobasso, e dal 1970 fa parte della provincia di Isernia.

### Simboli
Lo stemma e il gonfalone sono stati concessi con DPR del 26 aprile 1984.
Stemma
Gonfalone

## Monumenti e luoghi d'interesse
- Castello baronale D'Alena: il castello occupa una consistente porzione dell'antico borgo circolare. Fu edificato nel 1100 circa da Clementina, figlia di Ruggero II Normanno, re di Sicilia, quando il feudo fece parte della contea di Ugone del Molise. Il presidio passò nelle mani degli Angiò, degli Afflitto e dei baroni Rotondi. Nel 1480 fu restaurato in stile rinascimentale come residenza patrizia, acquistato da Giovanni Donato della Marra, che fu conte di Macchia. Nel 1748 il castello fui venduto a Maria Grazia Rotondi, poi ceduto a Nicola d'Alena. Celeste d'Alena fu baronessa di Macchia, sposatasi con i Frisari, conti di Bisceglie e patrizi di Castel San Vincenzo. Il prospetto dell'edificio domina la piazza antistante il borgo, abbellito da una loggia rinascimentale di archetti a tutto sesto. La prima parte di questa loggia risale all'epoca aragonese, con copertura che poggia su 5 piccoli archi. Il resto del castello si sviluppa su 3 livelli, di cui il più alto costituisce la mansarda. Nel cortile interno si distingue la bella scalinata rinascimentale con il colonnato, che porta i piani nobili. Nel piano di terra ci sono le cantine, le scuderie e le stanze dei servi. Il piano alto era la dimora dei nobili, con varie stanze, tra cui la cappella privata con reliquie diverse. Nel 1984 il castello fu corposamente restaurato, essendo riportato allo splendore settecentesco.
- Chiesa di San Nicola di Bari: si trova nel centro del borgo, risalente al XIV secolo e dedicata a San Biagio, ma ampiamente restaurata nel Settecento. La chiesa ha un bel portale barocco con timpano curvilineo spezzato al centro, il campanile turrito medievale con feritoie, con cantonali in pietra scalpellata. Grazie ai baroni d'Alena e al vescovo Umbriatico di Isernia, la chiesa fu restaurata nel 1780, e dedicata a San Nicola di Bari in omaggio a Nicola d'Alena, primo feudatario di Macchia dell'omonima casata. La chiesa all'interno ha navata unica barocca.

## Società

### Evoluzione demografica
Abitanti censiti

## Economia
Dal 2006 è sede della casa automobilistica DR Motor Company.

## Sport
La squadra di calcio del Macchia ha vinto i campionati di 3 categoria, 2 categoria, 1 categoria, promozione, per poi disputare il campionato Eccellenza Molise terminato in 7 posizione. L'anno successivo riuscì a vincere il campionato di Eccellenza Molise. Nella stagione 2016-2017 ha vinto la Coppa Italia Dilettanti Molise battendo in finale il Vastogirardi per 2-0. Sempre nella stagione 2016-2017 centra la storica promozione in Serie D, ma per mancanza di fondi chiude i battenti.

## Amministrazione
| Periodo        | Periodo        | Primo cittadino         | Partito                      | Carica  | Note |
| -------------- | -------------- | ----------------------- | ---------------------------- | ------- | ---- |
| 23 aprile 1995 | 13 giugno 2004 | Camillo Cosmo Fardone   | lista civica                 | Sindaco |      |
| 13 giugno 2004 | 8 giugno 2009  | Dante Giuseppe Cicchini | lista civica                 | Sindaco |      |
| 8 giugno 2009  | 26 maggio 2014 | Nicolina Del Bianco     | lista civica                 | Sindaco |      |
| 26 maggio 2014 | 27 maggio 2019 | Mario Domenico Stasi    | Macchia che sarà             | Sindaco |      |
| 27 maggio 2019 | in carica      | Giovanni Martino        | Obiettivo comune per Macchia | Sindaco |      |

### Altre informazioni amministrative
Macchia d'Isernia fa parte della Comunità Montana Centro Pentria.